# Saharanpur
Saharanpur é uma cidade no estado de Utar Pradexe, capital do distrito de Saharanpur. Em 2001 tinha 705478 habitantes. A cidade foi fundada pelo sultão Maomé ibne Tugueluque, que a nomeou em homenagem ao santo islâmico Xá Harune Chixti.